# Visoki predstavnik za Bosnu i Hercegovinu
Ured visokog predstavnika za Bosnu i Hercegovinu (OHR) je vodeća organizacija za civilni aspekt implementacije mira u Bosni i Hercegovini. Daytonskim mirovnim sporazumom, koji je potpisan 1995. godine, visoki predstavnik za Bosnu i Hercegovinu je u ime međunarodne zajednice zadužen da nadgleda provedbu civilnih aspekata mirovnog sporazuma u Bosni i Hercegovini. Visoki predstavnik također ima zadatak da koordinira aktivnosti međunarodnih civilnih organizacija i agencija koje djeluju u zemlji.
Daytonski mirovni sporazum je, uz posredovanje međunarodne zajednice, postignut na pregovorima održanim u studenom 1995. godine pod predsjedanjem Sjedinjenih Američkih Država u Daytonu, u američkoj saveznoj državi Ohio. Pregovori su uspješno okončani 21. studenoga 1995. godine između predstavnika strana, koje su sudjelovale u ratu u Bosni i Hercegovini od 1992. do 1995. godine, uključujući i susjednu Republiku Hrvatsku i Saveznu Republiku Jugoslaviju, da bi zatim bio potpisan 14. prosinca u Parizu. Službeni naziv Sporazuma je Opći okvirni sporazum za mir (GFAP).
Mirovnim sporazumom Bosna i Hercegovina nastavlja kontinuitet kao država i sastoji se od dva entiteta, Republike Srpske (RS) i Federacije (FBiH), s visokim stupnjem autonomije. Sporazum obuhvaća i državni Ustav (Aneks 4) i druge odredbe čiji je cilj izgradnja mirne, stabilne države.
Mandat visokog predstavnika za Bosnu i Hercegovinu preciziran je u Aneksu 10, u kojem se visoki predstavnik za Bosnu i Hercegovinu proglašava konačnim autoritetom u Bosni i Hercegovini za tumačenje sporazuma o implementaciji civilnog dijela mirovnog ugovora. Vijeće za implementaciju mira (PIC), koje čini grupa od 55 zemalja i međunarodnih organizacija koje sponzoriraju i vode proces implementacije mira, kasnije je dalje razradilo njegov mandat. Visoki predstavnik za Bosnu i Hercegovinu nema nadležnost nad vojnim Stabilizacijskim snagama (SFOR), koje su pod vodstvom NATO-a.
Visokog predstavnika za Bosnu i Hercegovinu predlaže Upravni odbor PIC-a, a imenovanje potvrđuje Vijeće sigurnosti UN-a, koje je odobrilo i Daytonski mirovni sporazum kao i raspoređivanje međunarodnih vojnika u Bosni i Hercegovini.

## Daytonski mirovni sporazum
Okolnosti koje su okruživale uspostavljanje državnih i federalnih institucija u Bosni i Hercegovini nakon Daytonskog mirovnog sporazuma potpisanog 1995. godine dobro su istražene. U Daytonu, BiH je podijeljena na dva entiteta: Srbi su, tako reći, dobili najveći dio kolača sa svojom vlastitom mini-državom Republikom Srpskom dok su Bošnjaci i Hrvati formirali odvojenu federaciju dvaju naroda. Dvije jedinice su spojene u krhku zajedničku državu s vlastitim parlamentom i predsjednikom. Međutim, i državna i federalna vlada su u konačnici bile odgovorne Visokom predstavniku kojega je imenovala međunarodna zajednica. Povrh svega, kako je Federacija Bošnjaka i Hrvata uspostavljena 1994. godine u Washingtonu pod pokroviteljstvom SAD-a, Amerikance se smatralo zajedničkim zaštitnikom njezine učinkovitosti.
Kao sto je David Chandler pokazao, postojalo je nekoliko zanimljivih detalja u Daytonu. Prvo, duboka odvratnost prema etničkom čišćenju, koje je odredilo rat u BiH, natjerala je one odgovorne za provođenje Daytona da naprave detaljno razrađen i labirintni sustav za izražavanje i zaštitu prava triju etničkih skupina. Srbi, Bošnjaci i Hrvati su svi dobili status konstitutivnog (ustavotvornog) naroda u državi i novi mehanizmi su uspostavljeni da osiguraju zaštitne ventile tako da interesi jedne skupine ne bi premašivali interese drugih. Iako su odredbe Daytona bile bizantinske u svojoj složenosti, one nisu bile potpuno nove.
»Jedna stvar bez obzira na sve bila je apsolutno jasna, kad god je BiH u pitanju, bilo u starim vremenima ili u danima ujedinjene Jugoslavije ili sada, … svatko je pripadao u svako vrijeme i u svakom slučaju "narodu" i to je bio "konstitutivni faktor" veće zajednice. Bilo bi to potpuno nerazumijevanje odnosa u BiH ako bi dobronamjerni predstavnici Zapada htjeli ovdje raditi unutar okvira "zaštite manjina".«
Drugo važno obilježje Daytonskog sporazuma bila je namjera međunarodne zajednice da nametne demokraciju "odozgo". Cijelo mnoštvo tijela je imenovano kako bi nadgledali i pomogli novoj državi u procesu napuštanja kulture rata i usvajanja demokratskih institucija. U tom smislu Dayton je bio laboratorij i prilika za organizacije poput Organizacija za europsku sigurnost i suradnju (OESS) ne samo da promatraju razvoj građanskog društva nego i da pomognu njegovoj izgradnji na terenu.
Tako su s jedne strane BiH trebale vladati međunarodne institucije dok bi s druge strane ona trebala birati svoje predstavnike. Iako je bilo zamišljeno da međunarodna i lokalna tijela budu u interaktivnom i komplementarnom odnosu ne iznenađuje da je u stvarnosti ovo vodilo ponavljanim natezanjima i redovitim slijepim ulicama. Što je još gore ovi ciljevi su često bili suprotstavljeni na spektakularan način. Vlasti i načini vladanja u BiH poželjni za međunarodnu zajednicu često su bili izravno suprotni željama lokalnog stanovništva.

## Međunarodni protektorat u BiH
S obzirom na to, iako je mir došao u BiH, zemlja je više nego ikada udaljena od samostalnog vladanja. Tijekom prvih pet godina međunarodna zajednica je povećala, a ne smanjila svoj mandat. U dvije godine koliko je bio na dužnosti Visokog predstavnika, Carlos Westendorp je nametnuo 45 zakona. No između studenog 2000. godine i ožujka 2001. godine Wolfgang Petritsch je izdao već njih 38. Međunarodna administracija, koja je prvobitno trebala trajati godinu dana, 1997. godine je obnovljena na neograničeno vrijeme. U nastavcima konferencija održanih u Sintri (1997.), Bonnu (1997.) i Luksemburgu (1998.) ovlasti Visokog predstavnika su povećane (tzv. bonske ovlasti). BiH je sve više ličila na međunarodni protektorat čija stvarna neovisnost je nedostižnija nego ikad. Usprkos obvezi da štite sva tri naroda u BiH, namjera je bila preobraziti zemlju u unitarnu državu - nešto što može biti poželjno, no što je u izravnoj suprotnosti s daytonskom formulom. 
Namjera o razaranju tronacionalne strukture BiH provodila se neko vrijeme. Visoki predstavnik kao i OESS su počeli uklanjati kandidate i izabrane dužnosnike koje su smatrali nepodobnima već u vrijeme prvih poslijeratnih izbora 1996. godine, a praksa se od tada pojačala. Neki utjecajni trustovi mozgova poput Međunarodne krizne skupine (ICG) bili su puni prezira za sve nacionalne stranke optužujuci ih za "opstrukcije" i javno su raspravljali o načinima na koje bi one mogle biti isključene iz demokratskih procesa. ICG-ovo poštovanje demokracije je imalo svoje granice. "Kao i na proteklim izborima", govorili su, "međunarodna zajednica je već odlučila koje stranke i političari imaju potencijala pogurati provedbu Daytona".
Zapad je davao novac i logističku potporu strankama poput SDP BiH, koaliciji Sloga Milorada Dodika iz RS-a kao i Novoj hrvatskoj inicijativi (NHI), koja je imala gotovo nikakvu potporu biračkog tijela. Nakon izbora održanih u studenome 2000. godine, međunarodna zajednica je uspjela formirati vlade na državnoj i federalnoj razini sastavljene od predstavnika ovih stranaka. To je, u biti, postignuto čarolijom. Bilo je moguće da bolji izborni rezultat ovih stranaka došli kao rezultat prijevare jer OESS je prebrojavo i obične i poštanske glasove što je davalo velik prostor za manipulaciju i friziranje rezultata.
Iako je State Department redovito prognozirao uspjeh nenacionalnih i propast nacionalnih stranaka, tri konstitutivna naroda im i dalje daju podršku. Bošnjaci podupiru SDA, Srbi podupiru SDS (nakon 2006. SNSD), a Hrvati HDZ BiH. Sve ove stranke su od završetka rata bili meta Visokog predstavnika, a njihovi predstavnici su uklanjani s dužnosti. Ocrnjivanje i povezivanje s korupcijom i gospodarskim kriminalom je bilo uobičajeno. 24. veljače 2001. godine sarajevski dnevni list Oslobođenje je citirao Jacquesa Kleina, šefa UN misije u BiH koji je rekao "mi smo oduvijek znali da se HDZ sastoji od komunista i fašista". Tadašnji američki veleposlanik u BiH Thomas J Miller je otišao najdalje. U intervjuu za TV BiH 7. travnja 2001. godine rekao je "sve što trebate napraviti je da se provozate Hercegovinom, vidite poduzeća koje taj narod posjeduje, kuće u kojima žive, automobile koje voze i zapitate se jednostavno pitanje - odakle im to? O tome se radi".

## Nepostojanje provjera protektorata
Razlog za postojanje tako ozbiljnih kršenja načela zakonskog poštenja u BiH je taj jer ne postoje nikakve provjere mandata Visokog predstavnika i drugih, Daytonom nametnutih, struktura. Tako da je kultura nekažnjavanja i zakonske svemoći izrasla u svojevrsan režim međunarodne zajednice. Suočen s nedostatcima svoje pozicije, jedan međunarodni dužnosnik pokušao je promatračima Britanske helsinške skupine za ljudska prava (eng. British Helsinki Human Rights Group, skr. BHRG) objasniti tu poziciju rekavši: "Znate, ovo mjesto je stvarno protektorat". Međutim, upućivanje na protektorat ne obuhvaća stvarnu nezakonitost vlasti međunarodne zajednice. Uz mogući izuzetak vladavine belgijskog kralja Leopolda u Kongu, kojeg je tretirao kao svoje osobno vlasništvo, ovlasti dodijeljene Visokom predstavniku UN-a u BiH su mnogo nezakonitije od onih koje su imali kolonijalni dužnosnici iz 19. stoljeća.
Indijski potkraljevi iz 19. stoljeća su se morali misliti na pitanja koja su im u britanskom Domu zajednica ili komuna (House of Commons) postavljali o njihovom ophođenju, a vladavina zakona je uvedena u Indiji nakon što je Edmund Burke pokušao krivično goniti prvog čovjeka Istočnoindijske kompanije, Warrena Hastingsa, zbog zloporabe ovlasti 1778. godine, međutim bez uspjeha. Štoviše, britanski kraljevski dužnosnici su u američkim kolonijama u razdoblju nakon Američkog rata za neovisnost jako vodili računa o uporabi ovlasti bez zakonodavnih sankcija. Nakon Bostonske čajanke, Boston nije kažnjen dok sam Parlament nije zatvorio luku. Ministarstvo nije tek izdavalo naredbe u vijeću, što je upravo ono što je napravio Wolfgang Petritsch.
Ironija postaje jos veća, uzme li se u obzir prezasićenost dokumentima o ljudskim pravima, koji su na snazi u BiH. Građani BiH su, pretpostavlja se, zaštićeni "najvišom razinom međunarodno priznatih ljudskih prava i temeljnih sloboda". Konkretno, to je značilo integrirati u bosanskohercegovačke zakone sljedeće povelje i ugovore: Konvenciju o sprječavanju i kažnjavanju zločina genocida iz 1948.; Ženevske konvencije I - IV. iz 1949. i Ženevske protokole I - II. iz 1977.; Europsku konvenciju o ljudskim pravima iz 1950.; Konvenciju o izbjeglicama iz 1951. i Protokol te Konvencije iz 1966.; Konvenciju o nacionalnosti udatih žena iz 1957.; Konvenciju o smanjenju bezdržavnosti iz 1961.; Konvenciju o uklanjanju rasne diskriminacije iz 1965.; Konvenciju o građanskim i političkim pravima iz 1966. i Protokoli te Konvencije iz 1966. i 1989.; Međunarodni ugovor o gospodarskim, socijalnim i kulturnim pravima iz 1966.; Konvenciju o uklanjanju diskriminacije žena iz 1979.; Konvenciju protiv mučenja iz 1984.; Europsku konvenciju protiv mučenja iz 1987.; Konvenciju o pravima djeteta iz 1989.; Konvenciju o pravima radnika-useljenika iz 1990.; Europsku konvenciju o regionalnim jezicima i jezicima manjina iz 1992.; Okvirnu konvenciju o zaštiti nacionalnih manjina iz 1994. Pored ovog obilja konvencija, građani BiH imajupravo priziva Europskom sudu za ljudska prava u Strasbourgu. Glavni uzrok problema je da, prema dokumentima koji određuju njegov mandat, Visoki predstavnik doslovno ima ulogu policajca, sudca, porotnika i izvršitelja. On zapovijeda policijom i vojskom, može mijenjati Ustav Bosne i Hercegovine i otkazivati izbore. Njegove odluke ne podliježu sudskom pregledu.

## Bonske ovlasti
Tek površan pogled na pisana opravdanja akcija Visokog predstavnika su dostatna za shvaćanje. Wolfgang Petritsch je, npr., svoju odluku o upadu u Hercegovačku banku sročio jezikom pravnog rasuđivanja: "u vršenju ovlasti koje su mi dodijeljene...", "pozivajući se na paragrafe", "promatrajući...", "primjećujući..." itd. Ovaj pravni jezik se samo vrti u krug jer ključni članak V Aneksa 10 (Sporazum o civilnoj provedbi Mirovnog sporazuma) Općeg ovirnog mirovnog sporazuma (tj. Daytona) predstavlja izravnu izjavu nesputane vlasti: "Visoki predstavnik je vrhovni tumač Sporazuma o civilnoj provedbi mirovnog sporazuma". Pod izrazom "vrhovni tumač" Visokom predstavniku je ovim škodljivim člankom dodijeljeno upravo to: vrhovna ovlast pri presuđivanju o svojim vlastitim izvrsnim ovlastima, koje su, i tako, potpuno neograničene.
Kao da ove ovlasti nisu bile dovoljne, još su proširene na sastanku Vijeća za provedbu mira, održanom u Bonnu u prosincu 1997. Visokom predstavniku je dodijeljeno još ovlasti (premda nije jasno koja zakonodavna vlast mu ih je dodijelila, tzv. bonske ovlasti), tako da ih sada doslovno određuje on sam. Poglavlje XI Zaključaka s tog sastanka, naslovljeno "Visoki predstavnik", glasi:
| „ | Vijeće pozdravlja namjeru Visokog predstavnika da koristi svoju ovlast vrhovnog tumača Sporazuma o civilnoj provedbi Mirovnog sporazuma, kako bi olakšao rješenje poteškoća donošenjem obvezujućih odluka, kada to smatra nužnim, o sljedećim pitanjima: a) vrijeme, mjesto i predsjedavanje sastancima zajedničkih institucija; b) privremene mjere koje stupaju na snagu kada strane ne mogu doći do sporazuma i koje ostaju na snazi dok Predsjedništvo ili Vijeće ministara ne usvoji odluke u skladu sa provedbom Mirovnog sporazuma glede tog pitanja; c) druge mjere koje će osigurati provedbu Mirovnog sporazuma u cijeloj BiH i njenim entitetima, kao i vođenje zajedničkih institucija. Ove mjere mogu uključivati akcije protiv osoba na javnim dužnostima ili dužnosnika, odsutnih sa sastanaka bez valjanog razloga ili za koje Visoki predstavnik smatra da krše zakonske obveze po Mirovnom sporazumu ili uvjete za njegovu provedbu. | ” |
|   | |   |

Sve ove neograničene ovlasti su se koristile za pravdanje odluka o smjenjivanju hrvatskih dužnosnika i upadu u Hercegovačku banku (Hrvatska samouprava u Bosni i Hercegovini).

## OHR iznad zakona
Ova zbivanja otvaraju cijeli niz pitanja. Ne najmanje bitno od njih je pitanje mogućeg sukoba interesa do kojeg bi moglo doći kada postoji čovjek iznad zakona, austrijske nacionalnosti, koji zatvara banku tamo gdje je mudrost 
kolonijalne administracije sakrivena pod krinkom demokratske. Takav pristup, osobito kada je i u samom režimu međunarodne zajednice vladalo bezakonje, teško je u BiH nikada promaknulo demokraciju ili stabilnost. Članak, objavljen u The Washington Postu krajem 2001. godine, opisuje dokle sve može odvesti takva politika. Ne iznenađuje da su, izgleda, članovi međunarodne policije u BiH bili uključeni u cijeli niz kriminalnih aktivnosti. Policajce se otpuštalo zbog raznih pogrešaka, jedan Amerikanac je otpušten u prosincu 2000. jer je platio 2900 dolara moldavskoj prostitutci koju je tretirao kao svoje privatno vlasništvo. Čini se, međutim, da je otpust jedina moguća sankcija, s obzirom na to da u BiH međunarodna policija uživa diplomatski imunitet od sudskog gonjenja.
Slučaj BiH također dobro ilustrira i jedno vrlo značajno filozofsko pitanje. "Ljudska prava su tek bezvrijedna stvar na ništavnom listu papira" (Burke), ne proizlaze li iz suverene države, utemeljene na suglasju između vlade i vladavine zakona. Ako je suverenitet države fiktivan, kao što je to slučaj u BiH, gdje je sve značajnije odluke, u stvari, donosio Visoki predstavnik, koji je sam izvan zakona BiH, državne pravne strukture ne mogu nikada nametunuti načela iz raznih povelja o ljudskim pravima. Ljudska prava se mogu nametnuti samo ako postoji politička volja koja ih može nametnuti, ali ako je politička volja frustrirana samovoljnim i nezakonitim intervencijama izvana, kao što je to slučaj u BiH, onda se ta zemlja neće nikada razviti ka odgovornosti i slobodi - preduvjetima za pravnu državu.

## Westendorp, Barry i Petritsch
Carlos Westendorp je 1998. godine nametnuo jedinstvenu državnu valutu, konvertibilnu marku, zastavu i grb Bosne i Hercegovine te registarske tablice. Godine 1999. godine smijenio predsjednika RS-a Nikolu Poplašena zbog odbijanja da imenuje Milorada Dodika mandatarom za sastav vlade.
Izvedbena faza procesa dekonstituiranja Hrvata započela je amandmanima 
Roberta Barryja, tadašnjeg voditelja misije OESS-a u BiH, na propise Privremenog izbornog povjerenstva, samo mjesec dana pred opće izbore 2000. Njima je omogućeno da izaslanike u Domu naroda Parlamenta FBiH, bez obzira na njihovu nacionalnost, mogu predlagati i birati svi zastupnici u skupštinama županija Federacije BiH. Barryjevi amandmani su 2001. rezultirali formiranjem Vlade FBiH ("Alijansa") bez stranaka koje su osvojile preko 90% hrvatskih glasova na izborima. Koaliciju je činilo 9 bošnjačkih stranaka i jedna hrvatska, koja je dobila oko 5% potpore Hrvata u FBiH. Wolfgang Petritsch je nakon što je spriječen pokušaj uspostave hrvatske samouprave, 2001. godine, smijenio člana Predsjedništva BiH Antu Jelavića koji se danas nalazi u susjednoj Hrvatskoj, te niz dužnosnika na federalnom i kantonalnim razinama.
Nastavak i vrhunac procesa ustavno-pravnoga dekonstituiranja uslijedio je kroz amandmane na  Ustav Federacije BiH nametnute od strane OHR-a. Od 108 amandmana na Ustav FBiH, samo 39 je odobrio Parlament FBiH, a čak njih 69 su nametnuli visoki predstavnici Wolfgang Petritsch i Paddy Ashdown između 2002. i 2004. godine. Za Hrvate u BiH posebno su bili pogubni Petritschevi amandmani iz travnja 2002. godine koji su u međunarodnoj zajednici poznati pod ciničnim nazivom "airport decision" tj. "odluka iz zračne luke" jer ih je Petritsch potpisao doslovno u zračnoj luci, neposredno prije svog odlaska iz BiH. Nametnuti amandmani OHR-a na ustave FBiH i RS službeno su za cilj imali provedbu odluke U-5/98 Ustavnog suda BiH iz 2000. godine. Prije ove odluke u RS su samo Srbi bili konstitutivni, a samo Bošnjaci i Hrvati u FBiH. Nametnuti amandmani su de iure dodali sva tri naroda kao konstitutivne u ustave oba entiteta, ali de facto, Republika Srpska je ostala srpski entitet, a Federacija BiH je od bošnjačko-hrvatske federacije, koja je po Washingtonskom sporazumu trebala ući u konfederaciju s Republikom Hrvatskom, postala bošnjački entitet. Mogućom kontrolom oba doma Parlamenta FBiH, stranke koje predstavljaju bošnjačku izbornu volju imaju mogućnost samostalno formirati izvršnu vlast na razini FBiH (Predsjednik FBiH i dva dopredsjednika te Vlada FBiH). Tako je stvoreno hrvatsko pitanje u Bosni i Hercegovini.

## Ashdown, Schilling, Lajčák i Inzko
Od sedam visokih predstavnika "bonske ovlasti" najviše je koristio Paddy Ashdown. Smijenio je 59 dužnosnika u Republici Srpskoj (RS), među njima i Dragana Kalinića, predsjednika Narodne skupštine RS i do tada prvog čovjeka Srpske demokratske stranke (SDS), Zorana Đerića, ministra unutarnjih poslova RS, poslanike SDS-a u Narodnoj skupštini RS i znatan broj načelnika općina, posebno onih u kojima je bio izražen utjecaj ove stranke: Bijeljina, Pale, Istočno Sarajevo, Han-Pijesak, Sokolac, Modriča. Na listi trajno smijenjenih našlo se 12 osoba, dok su ostali smijenjeni uvjetno, do uhićenja Radovana Karadžića.
Nakon isteka mandata Paddyja Ashdowna 2007. godine, Upravni odbor Vijeća za provedbu mira donio je odluku o pripremi zatvaranja Ureda visokog predstavnika, odnosno o prestanku važenja "bonskoga mandata". Ruska Federacija tada je inzistirala da se ta institucija ukine. Mandat je produžen na godinu dana, uz obećanje da se "bonske ovlasti" više neće koristiti, a godina je potrajala više od desetljeća. Christian Schwarz-Schilling je manje koristio bonske ovlasti, a najmanje je smjenjivao Miroslav Lajčák, koji je u svom mandatu smijenio dvoje dužnosnika: direktora policije RS-a Dragomira Andana i zaposlenika Obavještajno-sigurnosne agencije BiH (OSA) Predraga Ćeranića.
Barryjevi amandmani činili su temelj izbora, kako je to tada tumačeno u hrvatskim političkim krugovima u BiH, nelegalne i nelegitimne "platformaške" Vlade Federacije BiH i predsjednika Federacije BiH Živka Budimira te njegove dvojice zamjenika, Mirsada Kebe i Svetozara Pudarića u ožujku 2011. Za njihovo imenovanje glasovalo je 5 od ukupno 17 hrvatskih izaslanika u federalnom Domu naroda, četiri člana SDP-a i jedan Narodne stranke Radom za boljitak Mladena Ivankovića Lijanovića. Središnje izborno povjerenstvo proglasilo je izbor nelegalnim, jer je za izbor bila potrebna podrška jedne trećine, odnosno šest hrvatskih izaslanika. Međutim, visoki predstavnik Valentin Inzko suspendirao je odluke SIP-a. Opravdanje za takav postupak bila je ciljana blokada izbora preostalog broja hrvatskih izaslanika u Dom naroda od strane HDZ-a BiH, što je, ponovno, tumačeno kao neustavan potez od strane bošnjačkih političkih krugova. Takvo obrazloženje Visokog predstavnika poznato je kao "5 je trećina od 17", na ovaj način aludirajući na cijeli postupak.

## Značaj donesenih odluka
Osim smjena dužnosnika koji su ugrožavali opstojnost Bosne i Hercegovine kao suverene države, Ured visokog predstavnika (OHR) bio je angažiran i na sprečavanju opstrukcije povratka, vraćanju imovine, odnosno stanarskog prava davanju mogućnosti otkupa, na uspostavi Ministarstva obrane BiH, Državne agencije za istrage i zaštitu (SIPA) i niza drugih institucija na državnom nivou, te na prijenosu brojnih nadležnosti s entitetskog na državni nivo. OHR je sudjelovao i u donošenju na desetine zakonskih rješenja poput Zakona o lijekovima, Zakona o sukobu interesa koji bez pritiska međunarodne zajednice ne bi bili usvojeni. Visoki predstavnici su nametali zakone, koje je bilo potrebno donijeti, a domaći političari se nisu uspjeli dogovoriti o njima.

## Popis visokih predstavnika
| Visoki predstavnici za Bosnu i Hercegovinu 1995.–trenutačno |                             |                |                |
| Država                                                      | Ime i prezime               | Mandat započeo | Mandat završio |
|                                                             | Carl Bildt                  | prosinac 1995. | lipanj 1997.   |
|                                                             | Carlos Westendorp           | lipanj 1997.   | srpanj 1999.   |
|                                                             | Wolfgang Petritsch          | kolovoz 1999.  | svibanj 2002.  |
|                                                             | Paddy Ashdown               | lipanj 2002.   | siječanj 2006. |
|                                                             | Christian Schwarz-Schilling | siječanj 2006. | lipanj 2007.   |
|                                                             | Miroslav Lajčák             | lipanj 2007.   | ožujak 2009.   |
|                                                             | Valentin Inzko              | ožujak 2009.   | kolovoz 2021.  |
|                                                             | Christian Schmidt           | kolovoz 2021.  | -              |

OHR ima regionalne urede u Sarajevu (u zgradi glavnog ureda), Banjoj Luci, Mostaru i Tuzli i Ured supervizora u Brčko Distriktu.

## Unutarnje poveznice
- Federalizam u Bosni i Hercegovini
- Barryjevi amandmani
- Hrvatska samouprava u Bosni i Hercegovini
- Uništenje Hercegovačke banke
- Sarajevski sporazum o ustavnim promjenama
- Majorizacija Hrvata u Bosni i Hercegovini

## Vanjske poveznice
- OHR.int Ured Visokog predstavnika za Bosnu i Hercegovinu